# Сика, Салеси
Чарльз Салеси Сика (англ. Charles Salesi Sika, родился 7 июля 1980 в Хавелулото) — американский регбист тонганского происхождения, выступавший на позиции винга и центра.

## Биография
Выпускник университета Бригама Янга (Штат Юта), четырёхкратный чемпион США в составе университетской команды (2003—2006). В 2006 году переехал во Францию, где выступал в Про Д2 за клуб «Безье Эро», а в 2008 году стал игроком «Кастр Олимпик» в Топ-14. За сборную США провёл 29 игр, набрал 25 очков. Дважды выступал на Кубках мира 2003 и 2007 годов (7 матчей Кубка мира).
Отец четверых детей, мормон по вероисповеданию.